# 吹上町今田
吹上町今田（ふきあげちょういまだ）は、鹿児島県日置市の大字。旧薩摩国阿多郡伊作郷今田村、阿多郡伊作村大字今田、日置郡伊作町大字今田、日置郡吹上町大字今田。郵便番号は899-3305。人口は414人、世帯数は171世帯（2020年10月1日現在）。

## 地理
日置市の南部、伊作川の下流域に位置している。字域の北方から東方にかけては吹上町中原、字域の南方には吹上町入来、吹上町中之里にそれぞれ接しており、西方には東シナ海に面している。
西部は吹上浜の松林（防砂林）となっており、東部に集落がある。また北部には鹿児島県立吹上高等学校が所在している。

### 河川
- 伊作川

## 歴史

### 今田の成立と中世
今田という地名は鎌倉時代より見え、薩摩国伊作庄（荘）のうちの名田名であった。正応5年に伊作庄と日置北郷を巡り、領家と地頭の係争があり、和解の際に作成された伊作荘日置北郷領家雑掌地頭代和与状に「宮内・伊与倉・今田参箇名」とあり、伊作庄のうち今田村など3名田が地頭に渡されたが、名内の寺田及び神田には支配は及ばないこととされた。
その後も係争が終わらず文保元年にも再び和与が行われている。また、元亨4年には伊作庄が下地中分され伊作川以北は領家方となった。

### 近世の今田
江戸時代には薩摩国阿多郡伊作郷（外城）のうちであった。村高は「天保郷帳」及び「郡村高辻帳」では860石余、「三州御治世要覧」では563石余、「伊作名勝志再撰帳」では549石余、「旧高旧領取調帳」では491石余であった。

### 町村制施行以後
1889年（明治22年）4月1日に町村制が施行されたのに伴い伊作郷の区域より伊作村が成立し、江戸期の今田村は伊作村の大字「今田」となった。1922年（大正11年）には伊作村が町制施行し、伊作町となり同町の大字となり、1955年（昭和30年）に伊作町と永吉村が合併し、吹上町が新設され同町の大字となった。
2005年（平成17年）5月1日に吹上町が日置郡伊集院町、東市来町、日吉町と合併し日置市が成立した。この合併に先立って設置された法定合併協議会である「日置中央合併協議会」において大字名については「字の区域は、現行どおりとし、現行の字の名称の前に当該字の属する合併前の町の名称を付し、字の名称を変更する。」と協定された。合併日の2005年（平成17年）5月1日に鹿児島県の告示である「 字の名称の変更」が鹿児島県公報に掲載された。この告示の規定に基づき即日大字の名称変更が行われ、大字名が「今田」から「吹上町今田」に改称された。

## 施設

### 教育
- 鹿児島県立吹上高等学校

### その他
- 国民宿舎吹上砂丘荘 - 2025年に市直営国民宿舎としての営業を終了[10]

## 小・中学校の学区
市立小・中学校に通う場合、学区（校区）は以下の通りとなる。
| 大字       | 区域 | 小学校             | 中学校             |
| ---------- | ---- | ------------------ | ------------------ |
| 吹上町今田 | 全域 | 日置市立伊作小学校 | 日置市立吹上中学校 |

## 交通

### 道路
一般県道
- 鹿児島県道加世田日吉自転車道線（吹上浜砂丘自転車道）

### 鉄道
1984年（昭和59年）までは字域内を鹿児島交通枕崎線が通っており、中原との境界付近に薩摩湖駅が所在していた。